# Полицейский (фильм, 1988)
«Полицейский» (англ. Cop — «Коп») — американский художественный фильм 1988 года режиссёра и сценариста Джеймса Харриса по роману Джеймса Эллроя «Кровавая луна» (англ. Blood on the Moon). В главных ролях — Джеймс Вудс, Лесли Энн Уоррен и Чарльз Дёрнинг.

## Сюжет
В департамент полиции Лос-Анджелеса поступает анонимное сообщение об убийстве. Приехав по указанному адресу, полицейский Ллойд Хопкинс обнаруживает зверски изуродованный труп молодой женщины. В расследовании всплывает имя феминистки Кэтлин. Она ничего не знает о произошедшем убийстве, но в день преступления ей приходят цветы и стихи от неизвестного поклонника.

## В ролях
- Джеймс Вудс — Ллойд Хопкинс
- Лесли Энн Уоррен — Кэтлин Маккарти
- Чарльз Дёрнинг — Датч Пельц
- Чарлз Хэйд — Делберт «Уитни» Хейнс
- Рэймонд Бэрри — капитан Фрэд Гаффни
- Рэнди Брукс — Джоан Прэтт
- Стивен Ламберт — Бобби Франко
- Кристофер Уинн — Джек Гиббс
- Джен Макгилл — Джен Хопкинс
- Викки Уоучоуп — Пенни Хопкинс

## Отзывы
Кинокритик Сергей Кудрявцев в своей книге «3500 кинорецензий» пишет о фильме:

Актёр Джеймс Вудс (он же — и сопродюсер) пытается преодолеть расхожую схему типичной полицейской ленты о раскрытии преступлений, совершённых на сексуальной почве, и всё-таки обеспечить своего героя запоминающимся характером, сделать его живым человеком, со слабостями и недостатками, но, тем не менее, привлекательным для зрителей.